# Edward Mannock
Vous lisez un « bon article » labellisé en 2022.
Edward Mannock, dit Mick Mannock, né le 24 mai 1887 à Cork et mort le 26 juillet 1918, probablement à Lestrem, est un pilote de chasse britannique. As de l'aviation durant la Première Guerre mondiale, il est, avec ses 61 victoires, considéré comme le meilleur pilote britannique du conflit.
De mère irlandaise et de père anglais, qui sert dans l'armée britannique, Edward Mannock déménage en Inde lors de son enfance. De santé assez fragile, il développe plusieurs maladies pendant sa jeunesse. À son retour en Angleterre, il devient un fervent partisan du nationalisme irlandais, du Home Rule et adhère au Parti travailliste indépendant.
Au déclenchement de la Première Guerre mondiale, Edward Mannock travaille comme ingénieur en téléphonie dans l'Empire ottoman. Après l'entrée en guerre de l'Empire ottoman aux côtés des Puissances centrales, il est emprisonné, comme citoyen britannique. Du fait des mauvais traitements qu'il subit, il tombe rapidement malade et les autorités ottomanes finissent par le rapatrier en Grande-Bretagne en avril 1915, le jugeant inapte au service militaire.
Il se rétablit et rejoint le Royal Army Medical Corps puis le Corps of Royal Engineers. Il change à nouveau de service en 1916, et rejoint la Royal Flying Corps (RFC). Au terme de sa formation, il est affecté au No. 40 Squadron RAF et part au combat sur le front de l'Ouest. Après des débuts modestes, il commence à faire ses preuves comme pilote, remportant sa première victoire au combat aérien le 7 mai 1917.
En février 1918, Edward Mannock compte déjà 16 victoires à son actif et obtient un poste de commandement dans le No. 74 Squadron RFC. Il remporte 36 autres victoires entre le 12 avril et le 17 juin 1918. Après son retour de permission en juillet 1918, il est nommé commandant du No. 85 Squadron RAF et remporte neuf nouvelles victoires ce mois-là. Quelques jours après avoir mis en garde son collègue et as George McElroy contre les dangers du vol à basse altitude en cas de tir depuis le sol, il est tué au combat dans ces conditions exactes le 26 juillet 1918.
Edward « Mick » Mannock est l'un des hommes les plus décorés des forces armées britanniques, il est honoré deux fois de la Croix militaire. Il est l'un des rares à recevoir trois fois l'Ordre du Service distingué et à être décoré à titre posthume de la Croix de Victoria.

## Jeunesse
Edward Corringham Mannock naît le 24 mai 1887 de Julia (née Sullivan) et d'Edward Mannock, d'origines anglaise, irlandaise et écossaise, et mariés le 4 février 1883. Edward a une sœur, Jessie (née en décembre 1882) et un frère, Patrick (né en mars 1886), ainsi qu'une sœur cadette, Helena (née en 1890). Edward senior est issu d'une famille aisée : son propre père est rédacteur en chef d'un journal à Londres et son oncle George Mannock est un ami de la famille royale britannique. Selon la tradition familiale, cet oncle George aurait enseigné le billard à Édouard VIII, alors prince de Galles. Edward senior n'est cependant que caporal dans l'Armée britannique, mais s'est distingué durant la guerre anglo-égyptienne à la bataille de Tel el-Kebir en 1882.

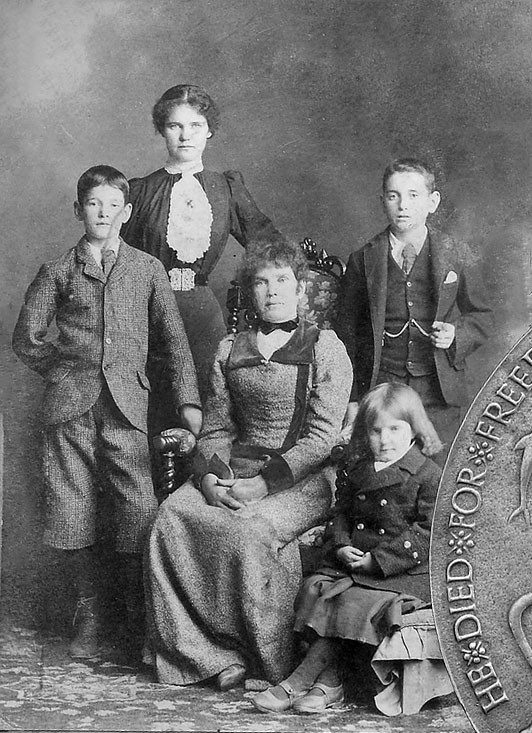
La famille Mannock en Inde (le père, Edward senior, participait à la guerre des Boers en Afrique du Sud). Debout de gauche à droite: Edward, sa sœur aînée Jessie et son frère aîné Patrick. Sa mère est assise, ainsi que sa sœur cadette, Helena.

En 1887, les Mannock s'installent à Cork, en Irlande, après que son père a quitté l'armée, c'est là qu'Edward est peut-être né, bien que cela soit contesté. En 1893, profondément endetté et exaspéré par la vie civile, Edward senior se réengage et la famille déménage à Meerut, en Inde. Edward junior n'a alors que cinq ans. Peu après son arrivée en Asie, il contracte la malaria, évitant de justesse la mort,,.
Le jeune Mannock est un grand amateur de sport, appréciant particulièrement le cricket et le football. Contrairement à certains de ses contemporains, il méprise la chasse et garde des oiseaux et des lapins. En grandissant, il devient cependant un passionné de pêche à la ligne. Il aime également le tir et utilise un fusil à air comprimé pour le tir sur cible. Il est aussi un joueur de violon passionné bien qu'autodidacte et aussi habile avec une variété d'autres instruments.
Lorsque la guerre des Boers commence, son père est transféré en Afrique du Sud, où il combat dans le 5th Dragoon Guards, tandis que la famille reste en Inde. À la fin de la guerre, son père est affecté à Canterbury, en Angleterre, où il fait venir sa famille. Le père d'Edward est toutefois alcoolique et souffre de dépression. Deux mois après s'être installé en Angleterre, il abandonne femme et enfants, et emporte les maigres économies de la famille,.
Edward fréquente alors l'école locale et se met donc à aider sa famille en occupant divers petits emplois chez un marchand de fruits et légumes, puis chez un barbier. Après avoir quitté l'école, il est incité par sa mère à rejoindre son frère à la National Telephone Company (en). Après trois ans, l'atmosphère étouffante des bureaux affecte sa santé et il demande, et obtient, un transfert au département d'ingénierie. Il déménage à Wellingborough, dans le Northamptonshire, en 1911, pour occuper ce poste. Il rejoint à cette occasion la Territorial Army, la réserve de l'armée britannique et sert dans le Royal Army Medical Corps (RAMC) pour rester en contact avec ses amis de Canterbury lors des exercices annuels. Il est promu sergent en 1913. Au printemps de cette même année, il assiste à un match local de cricket puis est présenté à Clara Novello Davies, mère du compositeur Ivor Novello. Edward étant désireux de développer ses talents musicaux, elle lui donne des cours particuliers. Toujours grâce à son club de cricket, il commence également à s'intéresser à la politique. Il devient un militant, exprime des opinions socialistes, et admire James Keir Hardie. Il devient le secrétaire du parti travailliste indépendant de Wellingborough en 1912,,. Il reste un partisan convaincu de l'Empire britannique, mais sympathise avec le mouvement Irish Home Rule, un projet visant à donner une autonomie interne à l'Irlande, tout en demeurant sous la tutelle de la couronne britannique,.
Edward Mannock introduit une demande de passeport pour Noël 1913, et reçoit une réponse le 10 janvier 1914, le décrivant comme un mécanicien de télégraphe et de téléphone. L'original est conservé au musée de la RAF à Hendon. Le 9 février 1914, il met brusquement fin à son séjour à Wellingborough et embarque sur un tramp steamer allant de Tilbury à Constantinople en Turquie pour prendre un poste à la Société ottomane des téléphones,,,.
Plus tard dans l'année, alors que la guerre devient imminente, Edward et ses collègues d'origine britannique remarquent un changement dans le climat politique et leurs hôtes turcs deviennent ouvertement hostiles et anti-britanniques. Au début de la guerre en Europe en août 1914, le pays reste neutre, mais en octobre 1914, les Ottomans s'allient aux puissances centrales, à savoir l'Empire allemand et l'Autriche-Hongrie. Comme sujet d'un pays ennemi, Edward Mannock est arrêté et interné dans un camp à Constantinople.
Mal nourri et mal soigné, sa santé décline rapidement en prison, du fait de la dysenterie et de l’exiguïté de sa cellule. Une nuit, cependant, il réussit à s'échapper de sa cellule en se faufilant par une étroite fenêtre. Au cours des nuits suivantes, il creuse un tunnel qu'il utilise pour de fréquentes incursions dans les stocks de nourriture de l'armée ottomane situés à côté. C'est lors d'une de ces sorties nocturnes qu'il est découvert, à la suite de quoi il est enfermé dans une cellule en béton pendant deux semaines. Proche de la mort, il est rapatrié en Grande-Bretagne et quitte le camp de Constantinople le 1er avril 1915. Au cours du voyage de deux mois, il contracte une nouvelle fois le paludisme, mais survit avant de rejoindre l'Angleterre en passant par la Bulgarie et la Grèce encore neutres,,.

## Affectations durant la guerre

### Royal Army Medical Corps et Royal Engineers:  de déception en déception (juillet 1915-août 1916)
Le 22 mai 1915, toujours convalescent, Edward Mannock se rapproche du Royal Army Medical Corps (RAMC) et en juillet, il est suffisamment rétabli pour s'engager avec son grade de sergent d'avant-guerre. Le 25 mai, il est affecté à la 3e compagnie, deuxième bataillon du Home Counties Field Ambulance Service, une unité d'ambulances. En s'engageant, il constate qu'il va devoir s'occuper des blessés allemands autant que des Britanniques et des Français, ce qui lui déplait. Il remarque immédiatement une certaine apathie dans son unité : à son avis, les hommes manquent d'enthousiasme pour la guerre, et il se plaint amèrement de leur manque de motivation lors des exercices d'entraînement. Pendant son affectation, il tente d'insuffler dans son unité un peu de patriotisme, de fierté et de dévouement, mais il échoue. Il finit par demander un entretien à son commandant, lors duquel il lui explique qu'il refuse de continuer à conduire des ambulances ou à soigner des malades loin du front. Il demande à être transféré dans le Corps of Royal Engineers en tant qu'élève officier. Il attend pendant des mois après cette demande et devient sergent-major entre-temps. Finalement, en mars 1916, il obtient son transfert après un entretien au bureau de recrutement local de Fenny Stratford,.
Edward est conscient que sa faible éducation et sa famille désargentée le désavantagent considérablement dans l'environnement bien éduqué et de classe supérieure du Corps of Royal Engineers. Il remédie à ce problème en se consacrant entièrement à son travail. La méthode est efficace, mais son comportement solitaire est considéré comme étrange. De plus, Edward méprise ses pairs, qui ne s'intéressent pas à la guerre et semblent uniquement préoccupés par les uniformes, la qualité de leur confection et la façon dont ils peuvent améliorer leurs chances avec les femmes. Fatigué de l'ambiance qui règne dans sa nouvelle unité, il veut donc à nouveau demander sa mutation, mais il s'aperçoit qu'une seconde démission nuirait à ses chances de devenir officier.
Sur la suggestion d'un ami — Eric Tomkins —, il décide de rejoindre le Royal Flying Corps. Il est néanmoins d'abord réticent à cette idée, craignant que son âge et sa condition physique ne le gênent. Il craint aussi qu'une seconde mutation en si peu de temps n'entache son dossier. Il se renseigne alors sur son nouveau projet dans tous les journaux qu'il trouve,. Ce faisant, il découvre un article sur l'homme qui va avoir une profonde influence sur lui, Albert Ball. Ce dernier est le premier pilote de chasse à bénéficier d'une certaine publicité et ses exploits incitent Edward Mannock à demander sa mutation. En juin, Edward est promu sous-lieutenant et le 14 août 1916, il arrive à la No. 1 School of Military Aeronautics à Reading,.

### Formation dans le Royal Flying Corps (août 1916-mars 1917)
La formation d'Edward Mannock commence immédiatement. Il reçoit une formation théorique sur le combat aérien, l'aspect technique des avions, la lecture des cartes et le vol. Il est reçu avec les honneurs et est envoyé à la base aérienne de Hendon (en) pour une formation élémentaire au pilotage. Le 28 novembre 1916, il reçoit le certificat 3895 du Royal Aero Club. Le 5 décembre, il rejoint Hounslow pour commencer son entraînement avec le no 19 Training Squadron. Après avoir terminé son instruction, il est transféré à l'école d'artillerie de Hythe le 1er février 1917 pour deux semaines, puis au no 10 Reserve Squadron à Joyce Green pour un entraînement avancé,. L'instructeur de Mannock, le capitaine Chapman, dit de lui : « il a fait son premier vol en solo après seulement quelques heures d'instruction, il semblait en effet maîtriser les rudiments du vol dès sa première heure dans les airs et, à partir de ce moment-là, il pilotait à sa guise »,,.
À Joyce Green, Edward Mannock fait la connaissance du capitaine James McCudden. Ce dernier enseigne à Mannock le combat aérien et met l'accent sur les tactiques d'équipe et l'utilisation offensive de l'avion. McCudden a dit de Mannock : « Les élèves ici étaient très bons. L'un d'entre eux, dont je me souviens particulièrement, s'appelait Mannock. Mannock était un exemple typique du jeune Irlandais impétueux, et j'ai toujours pensé qu'il était du genre à se battre ou à mourir ». Meredith Thomas rencontre également Edward Mannock à Joyce Green en février 1917. Ce premier se souvient qu'on leur avait demandé de ne pas tourner en dessous de 2 000 pieds (610 m) d'altitude avec un Airco DH.2 (un appareil doté d'une hélice propulsive, très sensible aux commandes, terrifiant certains pilotes peu entraînés, ce qui lui valut le surnom de « Spinning Incinerator »). Edward Mannock le fait et se met délibérément en vrille à 1 000 pieds (305 m) d'altitude. Il voulait voir s'il pouvait reprendre le contrôle de l'avion. Il le fait d'abord décrocher volontairement, et suit les conseils de McCudden, laisser l'avion sortir du décrochage et reprendre le contrôle des commandes, puis, lorsque la vrille ralentit, baisser le nez de l'avion. Edward Mannock découvre lors de sa formation que le combat aérien est une science et souhaite la perfectionner. Quoi qu'il en soit, ses actions lui valent une réprimande de son commandant, Keith Caldwell,.
Edward Mannock est un peu plus âgé que ses pairs du RFC lors de sa formation et a connu la brutalité de la guerre lors de son passage dans les services de santé de l'armée britannique. Meredith Thomas se souvient que cela lui a valu une réputation de sérieux. Edward Mannock a tendance à être réservé, mais est un interlocuteur agréable, patient et prêt à aider les autres, cependant prompt à la colère. Il masque sa haine des Turcs et l'intensité avec laquelle il effectue son entraînement est parfois mal comprise par ses camarades.

### Premiers combats (mars - octobre 1917)
Confiant en ses compétences, Edward Mannock arrive en France le 31 mars 1917 au quartier général du No. 40 Squadron près d'Aire-sur-la-Lys, dans les environs de Lens. Il ne donne pas une bonne première impression à ses nouveaux camarades d'escadron : lors de sa première soirée, il prend par inadvertance la chaise d'un pilote populaire tué le jour même et se met à interroger les pilotes sur leurs résultats personnels et à offrir, sans invitation, son propre point de vue sur le combat aérien. Le lieutenant Lionel Blaxland se souvient qu'il « avait l'air d'un je-sais-tout hâbleur, et nous avons tous pensé que plus vite il se retrouverait parmi les Huns [surnom péjoratif des Allemands], mieux ce serait ; cela lui montrerait à quel point il en savait peu ». Edward pilote un Nieuport 17 le jour suivant. Au fil des jours, il préfère rester en vol en raison de l'hostilité de son escadron : il est dominé par des hommes aisés issus des public schools, qui détestent ses opinions politiques et ses manières bien qu'il se lie d'amitié avec un Irlandais bien intégré dans l'escadron, le lieutenant de Burgh, du même acabit que lui. Il se fait également des amis chez les nouveaux pilotes, comme George McElroy arrivé en septembre et rapidement devenu son protégé.

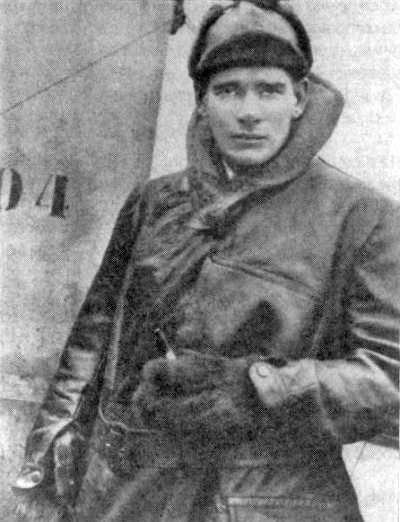
Edward Mannock en tenue de vol, en 1917 ou 1918.

Edward Mannock doit d'abord surmonter sa peur du combat pour espérer s'intégrer dans son escadron. Le 13 avril, il traverse pour la première fois le no man's land pendant les premiers jours de la bataille d'Arras et essuie pour la première fois l'artillerie anti-aérienne allemande. Il gère mal son avion et quitte la formation lors de cette première mission de combat,,. Les patrouilles suivantes ne dissipent pas sa peur, ce qui lui vaut l'inimitié de ses camarades, qui l'évitent au mess. Le 19 avril 1917, et devant l'ensemble du squadron, il fait la démonstration de ses talents de pilotage en réussissant à poser son appareil après que l'aile inférieure droite s’est arrachée lors d'un exercice,,. Le 1er mai 1917, le No. 40 Squadron escorte quatre Sopwith 1½ Strutter vers le terrain d'aviation allemand de Douai - la base de la Jagdstaffel 11, l'escadrille commandée par Manfred von Richthofen, le célèbre Baron Rouge. Au cours du combat, il évite les avions ennemis, mais ne parvient pas à remporter de victoire. Enfin, le 7 mai 1917 - par coïncidence le jour de la mort de son inspirateur Albert Ball - il remporte sa première victoire en abattant un ballon d'observation, un acte respecté puisque l'appareil est fortement défendu : Edward Mannock devient alors un balloon buster. Le no 40 Squadron perd le même jour un pilote, le capitaine Nixon, face à cinq Albatros D.III dirigés par Lothar von Richthofen, le frère du Baron Rouge. Malgré son expérience croissante, Mannock reste en marge du reste de l'escadron en raison de son manque apparent d'efforts et de succès. Il préfère dès lors s'isoler et s'entraîner, en réaction. Progressivement, cependant, sa nervosité disparaît et il se fait des amis et des connaissances, mais surtout en dehors de l'unité,,.
Le 7 juin, il abat un Albatros D.III pour sa deuxième victoire homologuée et le 9 juin, il revendique un avion de reconnaissance et un Albatros D.V mais ne se voit pas crédité. Le 14 juin, il est envoyé en permission pour cause d'épuisement et passe deux semaines en Angleterre. Les 12 et 13 juillet, il reçoit l'homologation d'une victoire sur un DFW C.V., ce qui porte son total à quatre victoires. Mannock se rend sur les lieux du crash, dans les lignes anglaises, où il trouve l'observateur de l'avion qu'il a abattu, en vie, contrairement au pilote. Lorsqu'il fouille la carcasse, il découvre en plus les restes de la mascotte du duo, un petit terrier noir, mort sur le siège de l'observateur. Edward est bouleversé par cette vision pendant des jours, comme il l'écrit dans son journal : « Je me sentais exactement comme un meurtrier. ». Le même jour, il revendique avoir abattu un autre avion de reconnaissance mais la reconnaissance officielle lui est refusée faute de témoins.
Le 19 juillet, il est décoré de la Croix militaire. Il reçoit à cette occasion les félicitations personnelles de l'Air officer commanding Hugh Trenchard en recevant sa récompense à Béthune,,.
Le 28 juillet, « Mick » Mannock déclare avoir abattu un Albatros D.V. et deux ballons, mais ils ne sont pas homologués. Ce jour-là, il engage le combat contre un Albatros D.V. violet et déclare l'avoir touché : il pourrait s'agir du commandant de la Jagdstaffel 12, Adolf Ritter von Tutschek. Joachim von Bertrab est ensuite capturé et fait prisonnier le 12 août après avoir été abattu derrière les lignes britanniques par Edward. Le chasseur de Bertrab prend feu mais sa proximité du sol (1 000 pieds) permet au pilote d'effectuer un atterrissage contrôlé et d'échapper aux flammes avec seulement une fracture du bras gauche et des blessures au bras et à la jambe droite. Edward fait également deux autres déclarations non crédibles dans son rapport de combat pour ce jour, mais elles ne sont même pas mentionnées dans les sources officielles.
Au cours de la troisième bataille d'Ypres, Edward Mannock gagne en prestige par ses actions. En août, il abat cinq Albatros D.V et un DFW C.V plus un Albatros non crédité. Il compte désormais neuf victoires et a largement dépassé le seuil des cinq victoires requises pour devenir un as. En septembre, il abat six autres avions ennemis, dont un Rumpler C.I ou Rumpler C.III et cinq DFW D.V., ce qui porte son total à 15. Il pilote sur toute cette période un Nieuport 23,.
Edward Mannock ne fait ensuite qu'une seule réclamation pour le reste de l'année 1917, le 25 septembre. Le rapport de ce jour-là décrit un combat au cours duquel il a tiré sur un avion de reconnaissance ennemi à 16 000 pieds mais est tombé à court de munitions. L'hélice de l'appareil ennemi s'est arrêtée sous l'effet des tirs de Mannock, mais il prend la fuite en planant vers l'est. Ce jour-là, il touche également un autre appareil qui, apparemment endommagé, réussit à fuir vers les lignes allemandes. Il n'introduit aucune réclamation pour ces deux combats. Le biographe Norman Franks suggère que son total de victoires homologables pourrait donc avoir été légèrement supérieur au chiffre officiel de 61.
Ses séances d'entraînement portent leurs fruits, et il est désormais un pilote respecté. Après une victoire, il écrit : « Mon homme m'a donné une cible facile. Je n'étais qu'à dix mètres de lui — sur le dessus, donc je ne pouvais pas rater ! C'était un insecte aux couleurs magnifiques — rouge, bleu, vert, jaune. Je lui ai tiré 60 balles à cette distance, il ne restait pas grand-chose de lui. ».

### No. 74 Squadron (octobre 1917 - juin 1918)
Au début du mois d'octobre 1917, Edward Mannock rentre en permission en Angleterre alors que la bataille d'Ypres est dans l'impasse. Pendant son congé, le 18 octobre 1917, il reçoit la barrette de la Croix militaire. En raison de cette permission, il ne participe pas à la bataille de Cambrai et ne dispose pas d'un nouvel avion dans son squadron : le Royal Aircraft Factory S.E.5. Les premiers essais d'Edward sur ce nouveau modèle se soldent d'ailleurs par un atterrissage d'urgence à la suite d'un problème moteur. Le moral d'Edward semble cependant élevé, puisqu'il écrit à sa sœur le 21 novembre après son retour en France : « J'espère que tout va bien à Birmingham. J'attends la D.S.O. bientôt, mais je vais peut-être recevoir une croix blanche à la place. On s'en fout de toute façon. PS, j'ai abattu 16 Huns à ce jour. ».

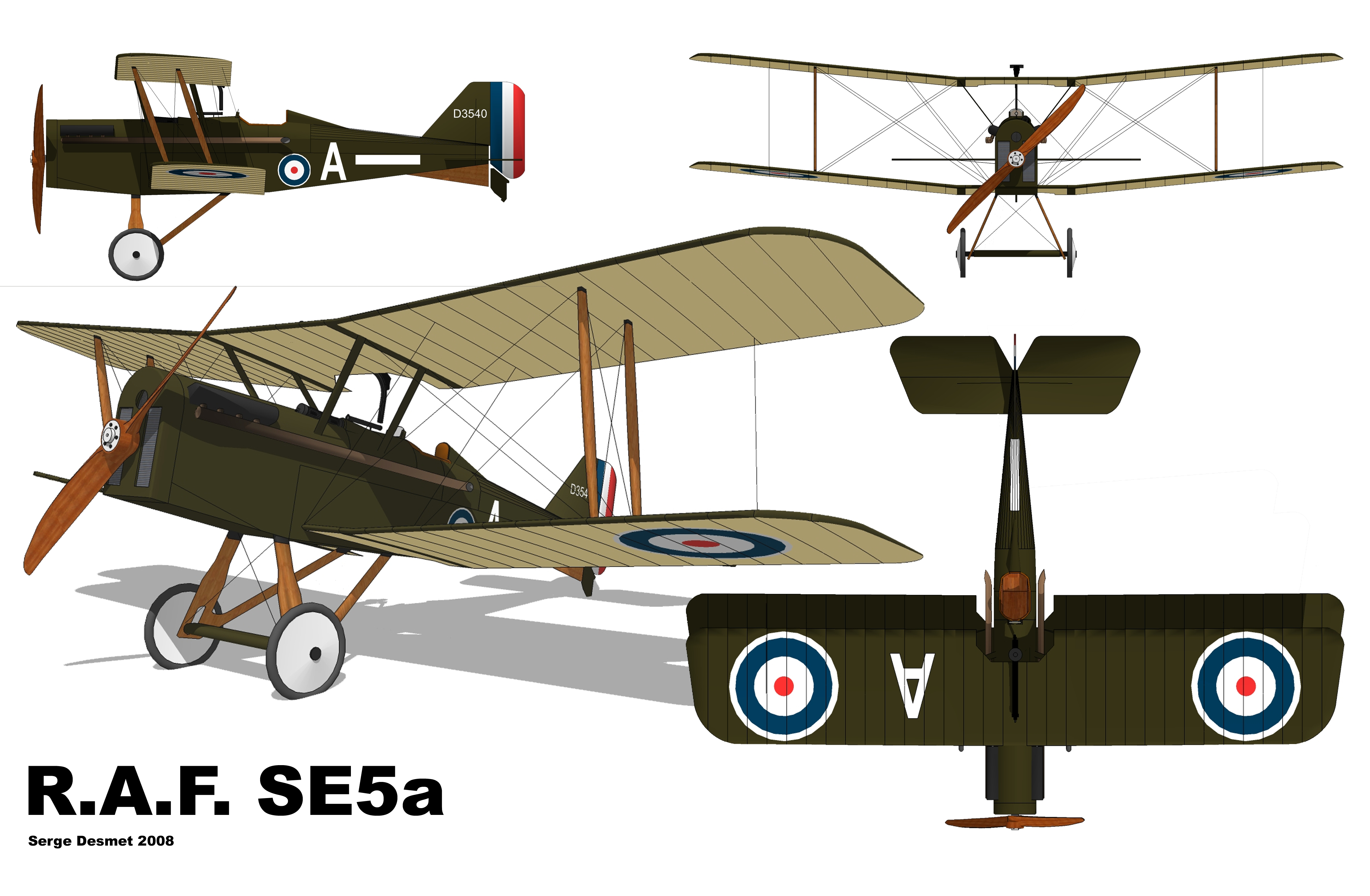
Royal Aircraft Factory S.E.5a.

Le S.E.5 porte deux mitrailleuses. Une mitrailleuse Lewis de calibre .303 est montée sur l'aile supérieure, positionnée pour tirer en dehors de la trajectoire de l'hélice. Elle peut être ajustée, en vol, pour tirer verticalement sur un ennemi placé au-dessus. L'autre, est une Vickers synchronisée qui est montée sur le dessus du fuselage, au-dessus du moteur et de son capot. L'avion peut atteindre 118 km/h à 10 000 pieds. Le premier succès d'Edward avec le S.E.5 a failli se produire le 9 décembre 1917, mais l'Albatros qu'il cible s'échappe lorsque ses deux mitrailleuses s'enrayent. Le jour de l'an 1918, il remporte sa première victoire dans un S.E.5 face à un Hannover CL.III, dont l'équipage est tué dans le crash. C'est sa 16e et dernière victoire avec le No. 74 Squadron, étant renvoyé en Angleterre le jour suivant.
Avant de quitter la France, il retrouve ses amis pilotes McElroy, Jones et McCudden et ils prennent une voiture pour se rendre à Boulogne. La réputation de Mannock, avec ses 16 victoires aériennes homologuées, a alors largement dépassé les limites de son squadron : des mécaniciens, des officiers subalternes et des camarades forment une haie d'honneur lors de son départ. À Boulogne, Edward fait une halte dans un hôpital pour faire ses adieux à une infirmière irlandaise nommée Murphy : peut-être ont-ils une relation. Au cours de sa permission, il visite Londres, Birmingham et Northampton avec sa famille. Il visite également Biggin Hill, un aérodrome situé près de Croydon. À l'époque, cet aérodrome est utilisé pour réaliser des expériences de radiotéléphonie sous la direction du Major H.T.B Childs. On ignore si Edward Mannock a participé à ces essais.

Après cette permission, Mannock est muté au No. 74 Squadron RFC à London Colney. La formation a été créée en juillet 1917 à Northolt en tant que Training Depot Squadron (TDS) puis Training Squadron (TS). Il a été jugé bon de faire participer l'unité aux opérations de combat et de donner à Edward Mannock un poste de commandement en février 1918 : il y est donc envoyé pour former les membres de cette unité. Il répète lors de son instruction une phrase amenée à devenir le mantra de l'escadron : « Messieurs, toujours au-dessus ; rarement au même niveau ; jamais en dessous ». C'est également lors de cette instruction qu'il formule ses « 15 commandements du pilote » : 

1. Les pilotes doivent plonger pour attaquer avec ardeur, et doivent retenir leur tir jusqu'à ce qu'ils soient à cent mètres de la cible.
2. Créer la surprise en approchant par l'est (côté allemand du front).
3. Utiliser l'éblouissement du soleil et les nuages pour créer la surprise.
4. Les pilotes doivent se maintenir en bonne forme physique par l'exercice et l'utilisation modérée de stimulants.
5. Les pilotes doivent ajuster leurs armes et s'entraîner autant que possible. Les cibles sont fugaces.
6. Les pilotes doivent s'entraîner à repérer les machines en l'air et à les reconnaître à longue distance. Tout avion doit être traité comme un ennemi jusqu'à ce que l'on soit certain qu'il ne l'est pas.
7. Les pilotes doivent apprendre où se trouvent les angles morts de l'ennemi.
8. Les chasseurs doivent être attaqués par le haut et les biplaces par le bas.
9. Les pilotes doivent s'entraîner à effectuer des virages rapides, car cette manœuvre est plus utilisée que toute autre dans un combat.
10. Les pilotes doivent s'entraîner à évaluer les distances en vol, car elles sont très trompeuses.
11. Il faut se méfier des leurres — un ennemi isolé est souvent un leurre —, il faut donc fouiller le ciel avant d'attaquer.
12. Si la journée est ensoleillée, les machines doivent être manœuvrées avec le moins d'inclinaison possible, sinon le soleil qui scintille sur leurs ailes trahit leur position à longue distance.
13. Les pilotes doivent continuer à tourner dans un combat et ne jamais voler en ligne droite à moins de tirer.
14. Les pilotes ne doivent jamais piquer pour fuir un ennemi, car cela donne à l'adversaire un tir en ligne droite, et les balles sont plus rapides que les avions.
15. Les pilotes doivent garder un œil sur leurs montres pendant les patrouilles, sur la direction et la force du vent.

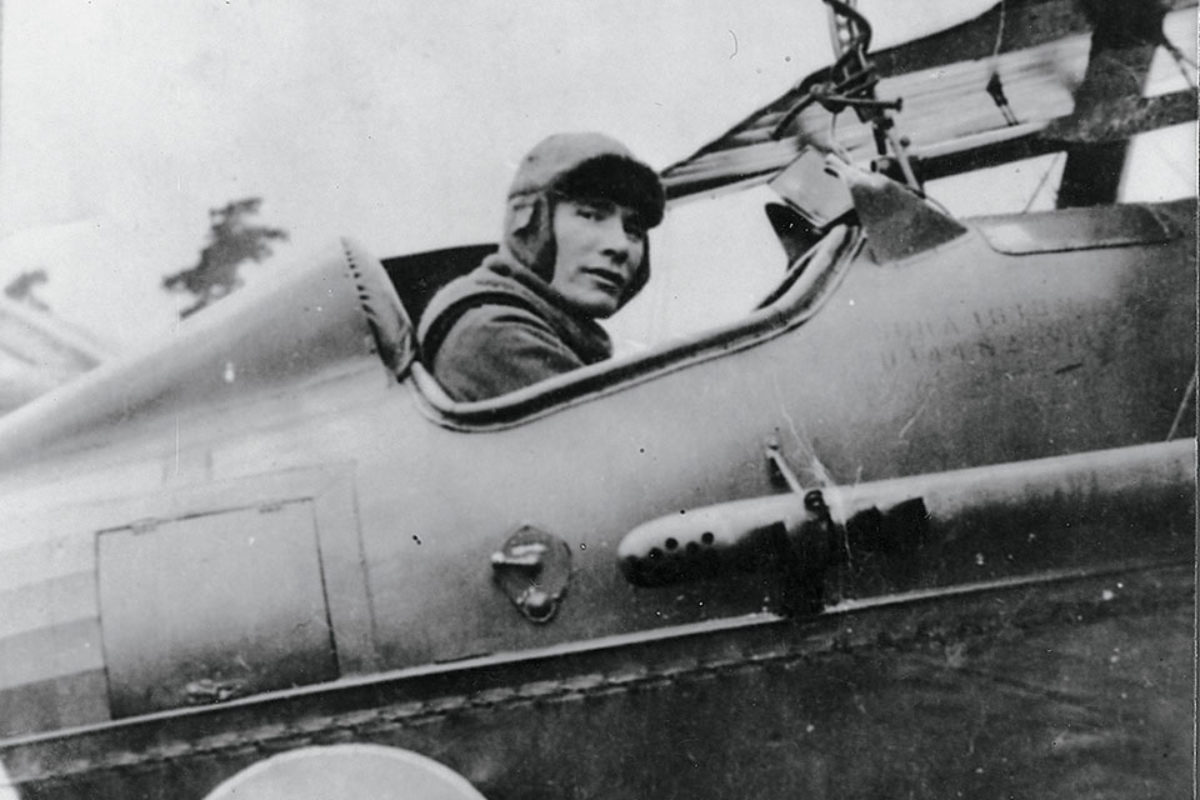
Edward Mannock se prépare à quitter London Colney pour la France avec le No. 74 Squadron dans son S.E.5a D276 « A » le 31 mars 1918.

En mars 1918, le No. 74 Squadron est envoyé en France avec des S.E.5, à une époque où la plupart des escadrons britanniques utilisaient des Sopwith Camel. Le commandant du squadron, Keith Caldwell, nomme Edward au poste de commandant de vol, et le met à la tête de l'escadrille A.
Le 27 mars 1918, une semaine après le début de l'offensive allemande du printemps, l'opération Michael, le squadron reçoit l'ordre de se rendre à Goldhanger, dans l'Essex, et de se tenir prêt à intervenir. Le 30 mars, Edward reçoit l'ordre de repasser en France pour se rendre à Saint-Omer-en-Chaussée. Le 1er avril 1918, jour de la création officielle de la Royal Air Force, l'escadron est déplacé à Téteghem près de Dunkerque. Une semaine plus tard, il est transféré à l'ouest d'Ypres. Le 11 avril, l'unité est de nouveau déplacée vers Clairmarais, à l'est de Saint-Omer. Vingt-quatre heures plus tard, Edward Mannock abat deux Albatros D.V pour ses 17e et 18e victoires. Il est possible que les pilotes du Jagdstaffel 29 soient les adversaires du No. 74 Squadron lors de cette période. Les pertes infligées aux Allemands par les hommes d'Edward Mannock sont cependant difficiles à chiffrer car les sources allemandes n'ont enregistré que les pertes en personnel, pas en avions.
Sous son commandement, l'escadrille A remporte toutefois de nombreux succès : deux de ses membres en plus de lui deviennent des as, Henry Eric Dolan et George McElroy. En parallèle, d'autres grands noms de l'aviation militaire de l'époque évoluent dans le No. 74 Squadron : le commandant Keith Caldwell, Andrew Kiddie, Benjamin Roxburgh-Smith et James Ira Thomas Jones pour n'en citer que quelques-uns.
Le propre score d'Edward atteint 20 victoires à la fin du mois : les 23 et 29 avril, il abat un Pfalz D.III et un Fokker D.VI.

Il reçoit l’Ordre du Service distingué le 9 mai 1918. Au cours de ce seul mois de mai 1918, il double presque son tableau de victoires, passant de 21 à 41 victoires. Le 12 mai, il élimine un trio de chasseurs — deux Albatros D.V et un Pfalz D.III — mais son unité perd Henry Eric Dolan, dont la mort affecte durement Edward. Il remporte deux victoires supplémentaires le 17 mai, et le 21, dans des combats autour d'Ypres, il abat quatre ennemis dont trois Pfalz D.III : un lors de la patrouille du matin et trois lors de la patrouille du soir, en l'espace de cinq minutes,. C'est à cette période qu'Edward Mannock semble nourrir le plus d'animosité à l'encontre des Allemands.

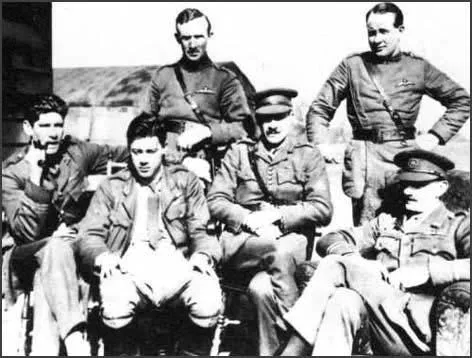
Edward Mannock (à gauche) avec d'autres pilotes du No. 74 Squadron.

Le 1er juin 1918, à l'est de Merville, Edward perd un autre de ses proches : William Cairnes (qui avait atteint le seuil des cinq victoires seulement deux jours plus tôt), abattu par Paul Billik, le commandant de la Jagdstaffel 52. Billik avait déjà abattu le 9 mars l'ancien commandant d'escadron d'Edward, le major L. A Tilney.
Au cours des huit jours suivants, Edward réalise des doubles victoires les 6, 9 et 16 juin. Le soir du 6 juin, il écrit à sa famille qu'il compte désormais 51 victoires (il reconnaît cependant dans sa lettre que seules 47 de ses revendications ont été officiellement reconnues). Le 16 juin 1918, il dépasse le seuil des 50 victoires et termine la journée avec 51 victoires aériennes reconnues.
À ce moment, Edward Mannock est le deuxième pilote anglais encore en activité ayant obtenu le plus grand nombre de victoires, derrière James McCudden (qu'il dépassera après la mort accidentelle de ce dernier en juillet 1918). À cette date, seuls McCudden, le Canadien Billy Bishop, l'Allemand Manfred von Richthofen et le Français Georges Guynemer ont abattu plus d'avions qu'Edward Mannock au cours de la  guerre. Le 17 juin au matin, il abat un autre avion ennemi lors d'une patrouille. L'appareil de reconnaissance allemand constitue sa 52e et dernière victoire avec le No. 74 Squadron.

### Commandant du No. 85 Squadron (juin - juillet 1918)

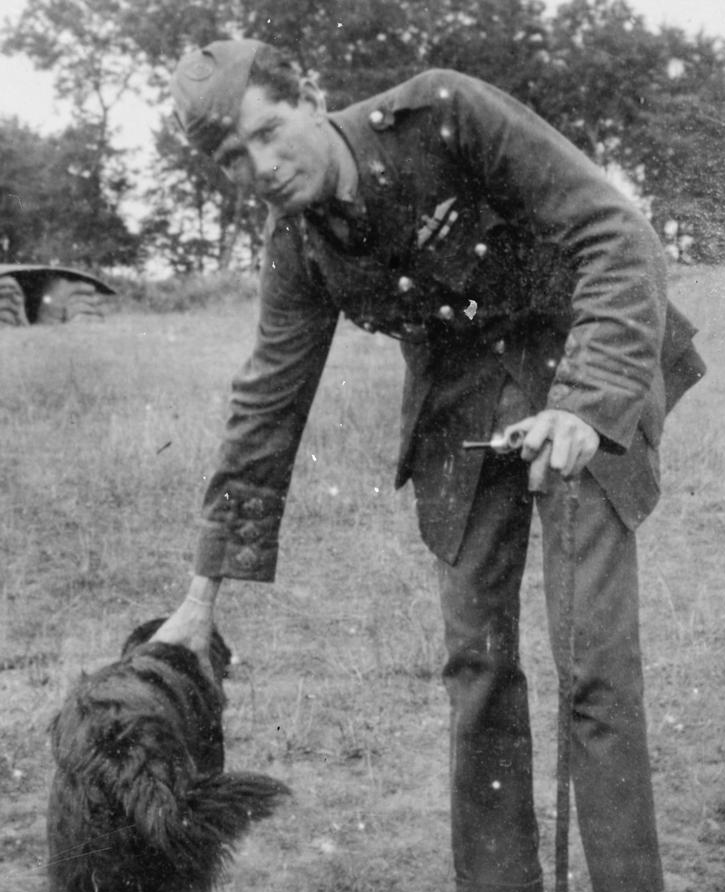
Edward Mannock carressant un chien, en 1917 ou 1918.

Le 18 juin 1918, Edward Mannock est envoyé en permission en Angleterre. Il se rend à Birmingham pour rendre visite à sa mère, devenue alcoolique lors de la guerre. Pendant cette visite, il se montre extrêmement tendu, comme épuisé par les combats. Le commandant Caldwell avait déjà noté qu'il ne prenait jamais de repos sans y être forcé et qu'il ne s'était jamais présenté comme malade. En tant que commandant de vol, Edward Mannock ne montre jamais de faiblesse devant ses hommes, ce qui peut aussi expliquer l'accumulation de la tension. Il ne veut pas non plus d'avancement et préfère rester à son poste dans le No. 74 Squadron.
Edward Mannock est cependant placé à la tête du No. 85 Squadron RAF le 5 juillet 1918. L'unité différait du No. 74 sur plusieurs points. L'ancien commandant, Billy Bishop, non seulement n'est pas devenu un véritable leader, mais il n'a pas non plus adopté la méthode de commandement souhaitée dans la nouvelle Royal Air Force. L'escadron dans lequel arrive Edward Mannock s'enorgueillit cependant de plusieurs as : Alec Cunningham-Reid, Spencer B. Horn, Malcolm C. McGregor et Walter H. Longton (en). Il dispose donc d'un cadre de pilotes expérimentés sur lequel il peut s'appuyer dans sa nouvelle fonction.
Mannock remporte sa première victoire sur un avion ennemi avec le No. 85 Squadron le 7 juillet lorsqu'il abat deux chasseurs Fokker D.VII au cours du même combat pour ses 53e et 54e victoire. Deux jours plus tard, il apprend la mort accidentelle de James McCudden, ce qui représente un coup dur pour lui. Le 14 juillet, Edward remporte sa 55e victoire et la 56e suit le 19 juillet. Le 20 juillet 1918, en fin de matinée, il abat un avion de reconnaissance et deux chasseurs Fokker D.VII au cours de la même bataille. Un Fokker Dr.I abattu le 22 juillet vient porter son tableau de chasse à 60 victoires.
Le 20 juillet, lors d'un déjeuner d'adieu pour son ami Gwilym Hugh Lewis, Mannock prend à part leur ami commun George McElroy pour le conseiller sur les dangers de suivre une cible volant à portée de tir depuis le sol.

## Mort

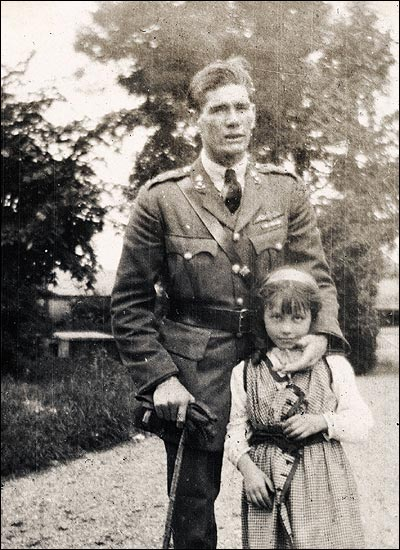
Dernière photographie connue d'Edward Mannock, avec une petite fille française.

Le 26 juillet, Edward Mannock propose d'aider un nouvel arrivant sur le front, le lieutenant néo-zélandais Donald C. Inglis, à remporter sa première victoire. Lors de la mission qui suit, après avoir abattu un biplace LVG  ennemi derrière la ligne de front allemande, Mannock aurait piqué vers le site du crash en survolant le bois de Pacaut pour voir l'épave de sa cible, enfreignant ainsi l'une des règles de conduite des pilotes de l'époque. Lui et Inglis sont accueillis par une violente fusillade venue des lignes allemandes au-dessus desquelles ils passent. Le moteur de l'avion de Mannock est touché et prend immédiatement feu, et peu après, l'appareil s'écrase derrière les tranchées allemandes. La localisation précise du site du crash est difficile à estimer,. Adrian Smith situe celui-ci sur la commune de Lestrem, à proximité de la limite de la commune de Merville. De leur côté, Norman Franks et Andy Saunders se contentent de le situer aux alentours du bois de Pacault. La commune de Mont-Bernanchon est également citée.
Le corps d'Edward Mannock aurait été retrouvé (sans trace de blessure par balle) à environ 250 mètres de l'épave de son appareil : peut-être a-t-il été projeté, peut-être a-t-il sauté en espérant survivre. Donald Inglis, dont l'avion a aussi été gravement touché, s'écrase peu de temps après juste derrière les lignes britanniques. Il est tiré de la carcasse de son appareil par des fantassins, sans blessure grave, puis revient au No. 85 Squadron dans la soirée avec la nouvelle de la mort d'Edward Mannock. Inglis retournera au combat par la suite et sortira vivant de la Première Guerre mondiale.
Edward Mannock est donc mort à 31 ans en faisant exactement ce qu'il avait déconseillé à George McElroy de faire, seulement quelques jours auparavant.

## Apparence et personnalité
Grand et mince, Edward Mannock possède une chevelure indisciplinée, des yeux bleus profonds et perçants, et a une démarche raide et légèrement maladroite (sur les quelques photos existantes de lui, il a souvent une canne). Sensible et quelque peu timide, il est d'abord handicapé par la conscience de ses origines modestes et de son manque d'éducation, mais au fur et à mesure qu'il prend de l'assurance, il devient une figure charismatique, inspirant une sorte de dévotion à ceux qui servent sous ses ordres. Il a un sens aigu de l'humour, qui s'exprime souvent par des plaisanteries destinées à remonter le moral des troupes, mais aussi un côté mélancolique qui s'intensifie au cours des seize mois de sa carrière de combattant, pour se transformer progressivement en épuisement nerveux face aux dangers auxquels sont exposés les pilotes de chasse pendant la Première Guerre mondiale. Lors de sa dernière permission, il est clairement à bout et soumis à une forte pression émotionnelle , bien qu'il le cache à son retour en France.
Ce que Mannock — comme beaucoup d'autres pilotes — craint le plus, c'est de mourir brûlé vif dans la carcasse de son avion en chute libre. C'est pourquoi il porte un revolver dans son cockpit, jurant que si son avion prend feu, il se tuera avant que les flammes ne le dévorent. On ne sait cependant pas s'il l'a fait avant son crash.
Le fait qu'Edward Mannock soit animé d'une profonde hostilité à l'égard des Allemands est un sujet de désaccord entre historiens,. Il exhorte régulièrement les hommes sous son commandement à anéantir leurs adversaires et il combat pendant un certain temps avec une rage vengeresse après la mort d'amis proches. Lorsqu'en avril 1918, plusieurs membres de son escadron lèvent leur verre en l'honneur de leur ennemi Manfred von Richthofen, le Baron rouge, qui vient d'être tué, Mannock refuse par exemple de les suivre en disant « J'espère que ce bâtard a brûlé jusqu'en bas ». Mais, la nature de sa haine des Allemands n'est pas tout à fait claire, sentiment personnel profond ou simple moyen de remonter le moral de ses hommes ? Son journal, qui couvre ses premiers mois avec le no 40 Squadron, suggère implicitement la seconde hypothèse. Par exemple, à propos de sa première victoire certaine contre un autre avion, le 7 juin 1917, il écrit : « Je l'ai vu partir en vrille et descendre de quatorze mille. Pas de chance, mais c'est la guerre, et ce sont des Huns » . Et, après avoir vu l'épave d'un biplace qu'il a abattu et le cadavre du pilote, il écrit : « Je me sentais exactement comme un meurtrier » et reste profondément affecté par la vue de la mort qu'il a causée. Il ne fait aucun doute cependant qu'il s'est endurci à l'idée de tuer au cours de la guerre, mais il est peut-être plus juste de conclure que Mannock déteste ses ennemis au sens général (notamment parce qu'ils causent la mort de ses amis), plutôt que les Allemands en tant qu'individus.

## Hommages
Un an après la mort de Mannock et à la suite d'un lobbying intensif de la part de James Ira Thomas Jones et de nombreux anciens camarades, il est décoré de la Croix de Victoria à titre posthume. Sa médaille est remise à son père au palais de Buckingham en juillet 1919. Edward Mannock senior reçoit également les autres médailles de son fils, bien que Mick ait stipulé dans son testament que son père ne doit rien recevoir de sa succession. Peu après, ses médailles sont vendues pour 5 livres sterling. Elles ont été retrouvées et appartiennent désormais à Lord Ashcroft, mais sont prêtées au musée de la Royal Air Force à Hendon.
Le corps d'Edward Mannock n'a jamais été retrouvé par la Commonwealth War Graves Commission  ; il n'a donc officiellement aucune tombe connue. Son nom est cependant inscrit sur le Mémorial des disparus du Royal Flying Corps à Arras. Il existe par ailleurs une plaque commémorative en l'honneur de Mannock dans la cathédrale de Canterbury. Son nom figure sur le monument aux morts de Wellingborough, et l'unité locale de l'Air Training Corps porte son nom (378 « Mannock » Squadron). En outre, une rue résidentielle de Wellingborough est nommée Mannock Road. Le 24 juin 1988, une plaque commémorative est dévoilée à l'ancienne adresse de Mannock à Wellingborough (183 Mill Road) par un as britannique de la Seconde Guerre mondiale, Johnnie Johnson.
Les Vickers VC10 de la Royal Air Force sont nommés selon les récipendiaires de la Croix de Victoria. Ainsi, le 11 novembre 1968, le XV103 est nommé « Edward Mannock » lors d'une cérémonie organisé à RAF Brize Norton.

## Liste des victoires aériennes
Edward Mannock est officiellement crédité de 61 victoires : 1 ballon détruit, 3 équipages capturés (dont 2 partagés), 30 appareils détruits (dont 5 partagés), 17 appareils mis hors de contrôle (dont 3 partagés).
Ira Jones, ancien camarade et as du No. 74 Squadron, a tenté à titre posthume de créditer son ami de 73 victoires et donc de faire de lui le meilleur as de l'Empire britannique. Cependant, les recherches menées par James Dudgeon en 1981 suggèrent que ces revendications posthumes sont erronées : certaines apparaissent en effet en double par erreur, étaient mal datées, partagées ou non confirmées.
Ci-dessous, les victoires confirmées sont numérotées tandis que les victoires non confirmées sont signalées par la mention n/c.
| N°  | Date              | Heure   | Appareil    | Ennemi                                                   | Résultat                   | Localisation                                                      | Notes |
| --- | ----------------- | ------- | ----------- | -------------------------------------------------------- | -------------------------- | ----------------------------------------------------------------- | --- |
| 1   | 7 mai 1917        | 9 h 35  | Nieuport 23 | Ballon d'observation                                     | Abattu                     | Quiéry-la-Motte                                                   | Première victoire de sa carrière |
| 2   | 7 juin 1917       | 7 h 15  | Nieuport 23 | Albatros D.III                                           | Mis hors de contrôle       | Nord de Lille                                                     | Victoire partagée avec deux lieutenants du No. 25 Squadron. L'ennemi abattu était peut-être le Vizefeldwebel Eberlein, de la Jasta 33, qui s'en sort blessé.                                             |
| n/c | 9 juillet 1917    |         |             | Albatros D.V                                             | Abattu                     |                                                                   | |
| n/c | 9 juillet 1917    |         |             | Albatros D.V                                             | Abattu                     |                                                                   | |
| 3   | 12 juillet 1917   | 10 h 10 | Nieuport 23 | DFW C.V                                                  | Abattu                     | Avion                                                             | Vizefeldwebel Willi Reubelt tué. Vizefeldwebel Hermann Johann Böttcher capturé. |
| 4   | 13 juillet 1917   | 9 h 20  | Nieuport 23 | Avion de reconnaissance DFW (type précis incertain)      | Mis hors de contrôle       | Sallaumines                                                       | Leutnant observateur Heinz Walkermann blessé |
| n/c | 13 juillet 1917   |         |             | Avion de reconnaissance allemand                         | Abattu                     |                                                                   | |
| n/c | 28 juillet 1917   |         |             | Albatros D.V                                             | Abattu                     |                                                                   | Peut-être Adolf Ritter von Tutschek, qui est retourné à sa base. |
| n/c | 28 juillet 1917   |         |             | Deux ballons d'observation                               |                            |                                                                   | |
| 5   | 5 août 1917       | 16 h 10 | Nieuport 23 | Albatros D.V                                             | Mis hors de contrôle       | Avion                                                             | |
| 6   | 12 août 1917      | 15 h 15 | Nieuport 23 | Albatros D.V                                             | Pilote capturé             | Vimy                                                              | Joachim von Bertrab (Jasta 30) fait prisonnier. |
| 7   | 15 août 1917      | 12 h 15 | Nieuport 23 | Albatros D.V                                             | Mis hors de contrôle       | Lens                                                              | |
| 8   | 15 août 1917      | 19 h 30 | Nieuport 23 | Albatros D.V                                             | Mis hors de contrôle       | Nord de Lens                                                      | Probablement le Leutnant Heinrich Brügmann (Jasta 30). Décédé de ses blessures sur le chemin de l'hôpital, à 14 heures le lendemain.                                                                     |
| 9   | 17 août 1917      | 10 h 50 | Nieuport 23 | Avion de reconnaissance DFW (type précis incertain)      | Abattu                     | Sallaumines                                                       | L'Oberleutnant Karl Heine a été blessé. Le sort du pilote est inconnu. |
| n/c | 22 août 1917      |         |             | Albatros D.V                                             | Abattu                     |                                                                   | |
| 10  | 4 septembre 1917  | 11 h 30 | Nieuport 24 | Avion de reconnaissance DFW (type précis incertain)      | Mis hors de contrôle       | Est de Lens-Liévin                                                | Partagé avec le sergent Herbert. Il s'agit probablement du Vizefeldwebel Eddelbuttel et du Leutnant Kuhn, tous deux blessés.                                                                             |
| 11  | 4 septembre 1917  | 16 h 30 | Nieuport 24 | Avion de reconnaissance DFW (type précis incertain)      | Abattu                     | Vimy                                                              | L'Unteroffizier Georg Frischkorn (pilote) et le Vizefeldwebel Fritz Frech ont tous deux été tués. Leur appareil a été détruit mais pour une raison quelconque, il a été classé comme capturé.            |
| 12  | 11 septembre 1917 | 11 h 15 | Nieuport 24 | Avion de reconnaissance DFW (type précis incertain)      | Mis hors de contrôle       | Thélus-Oppy                                                       | |
| 13  | 20 septembre 1917 | 17 h 35 | Nieuport 24 | Avion de reconnaissance DFW (type précis incertain)      | Mis hors de contrôle       | Hulluch                                                           | Peut-être l'Unteroffizier Halbreiter et le Leutnant Artur Beauchamp, tous deux tués. |
| 14  | 23 septembre 1917 | 16 h 45 | Nieuport 23 | Avion de reconnaissance (type précis incertain)          | Abattu                     | Oppy                                                              | |
| 15  | 25 septembre 1917 | 15 h 10 | Nieuport 24 | Rumpler C (type précis incertain)                        | Mis hors de contrôle       | Sallaumines                                                       | Vizefeldwebel Meckes, blessé et Leutnant Paul Friedrich Otto, tué. |
| 16  | 1er janvier 1918  | 11 h 35 | RAF SE.5a   | Hannover CL.III                                          | Abattu                     | Fampoux                                                           | Vizefeldwebel Fritz Korbacher et le Leutnant Wilhelm Klein, tous deux tués. |
| 17  | 12 avril 1918     | 9 h 0   | RAF SE.5a   | Albatros D.V                                             | Abattu                     | Est de Merville                                                   | Première victoire de Mannock avec le No. 74 Squadron. |
| 18  | 12 avril 1918     | 14 h 40 | RAF SE.5a   | Albatros D.V                                             | Abattu                     | Phalempin                                                         | Victoire partagée avec 4 autres pilotes du No. 74 Squadron. |
| 19  | 23 avril 1918     | 18 h 10 | RAF SE.5a   | Pfalz D.III                                              | Abattu                     | Est de Merville                                                   | Le pilote abattu par Mannock est soit le Gefreiter Jupp Böhne ou le Leutnant Paul Lotz (futur commandant de la Jagdstaffel 44), appartenant tous les deux à la Jasta 7. Tous deux survivent à ce combat. |
| 20  | 29 avril 1918     | 11 h 40 | RAF SE.5a   | Fokker D.VI                                              | Abattu                     | Dickebusch                                                        | Leutnant Ludwig Vortmann tué (Jasta 2). |
| 21  | 30 avril 1918     | 11 h 40 | RAF SE.5a   | Avion de reconnaissance Albatros (type précis incertain) | Abattu (un ennemi capturé) | Dickebusch                                                        | Victoire partagée avec Henry Eric Dolan. Le Flieger Anton Zimmermann est mort de ses blessures, et le Vizefeldwebel Speer fut capturé.                                                                   |
| 22  | 3 mai 1918        | 18 h 55 | RAF SE.5a   | Avion de reconnaissance LVG (type précis incertain)      | Abattu                     | Sud de Merville                                                   | Victoire partagée avec Andrew Kiddie, Henry Eric Dolan et Harris George Clements. L'Unteroffizier Fritz Schöning et le Leutnant Fritz Buettler ont été tués.                                             |
| 23  | 6 mai 1918        | 9 h 20  | RAF SE.5a   | Fokker Dr.I                                              | Abattu                     | Gheluvelt                                                         | Leutnant Günther Derlin, (Jasta 20), tué. |
| 24  | 11 mai 1918       | 17 h 40 | RAF SE.5a   | Pfalz D.III                                              | Abattu                     | Nord-Est d'Armentières                                            | Leutnant Otto Aeckerle de la Jasta 47, tué, un jour avant son 24e anniversaire. |
| 25  | 12 mai 1918       | 18 h 20 | RAF SE.5a   | Albatros D.V                                             | Abattu                     | Nord de Wulverghem                                                | |
| 26  | 12 mai 1918       | 18 h 20 | RAF SE.5a   | Albatros D.V                                             | Abattu                     | Nord de Wulverghem                                                | |
| 27  | 12 mai 1918       | 18 h 20 | RAF SE.5a   | Pfalz D.III                                              | Abattu                     | Nord de Wulverghem                                                | |
| 28  | 16 mai 1918       | 11 h 0  | RAF SE.5a   | Pfalz D.III                                              | Abattu                     | Houthulst                                                         | |
| 29  | 17 mai 1918       | 11 h 20 | RAF SE.5a   | Pfalz D.III                                              | Abattu                     | Sud de Bailleul                                                   | |
| 30  | 17 mai 1918       | 14 h 30 | RAF SE.5a   | Avion de reconnaissance Albatros (type précis incertain) | Abattu                     | Nord-Est d'Ypres                                                  | |
| 31  | 18 mai 1918       | 8 h 25  | RAF SE.5a   | Avion de reconnaissance Albatros (type précis incertain) | Abattu                     | Steenwerck                                                        | Leutnant Karl Fischer et Leutnant Georg Emil Pitz, tous deux tués. |
| 32  | 21 mai 1918       | 9 h 28  | RAF SE.5a   | Avion de reconnaissance Hannover (type précis incertain) | Abattu                     | La Courenne (probablement un lieu-dit d'une commune indéterminée) | |
| 33  | 21 mai 1918       | 19 h 0  | RAF SE.5a   | Pfalz D.III                                              | Abattu                     | Hollebeke                                                         | |
| 34  | 21 mai 1918       | 19 h 0  | RAF SE.5a   | Pfalz D.III                                              | Abattu                     | Hollebeke                                                         | |
| 35  | 21 mai 1918       | 19 h 5  | RAF SE.5a   | Pfalz D.III                                              | Abattu                     | Sud de Hollebeke                                                  | Aucune perte en aéronef n'a été enregistrée par les allemands, seulement du personnel. Peut-être le Vizefeldwebel Hans Schorn de la Jasta 16b, tué ce jour.                                              |
| 36  | 22 mai 1918       | 18 h 15 | RAF SE.5a   | Pfalz D.III                                              | Mis hors de contrôle       | Fromelles                                                         | |
| 37  | 26 mai 1918       | 19 h 40 | RAF SE.5a   | Pfalz D.III                                              | Abattu                     | Sud de Bailleul                                                   | |
| 38  | 26 mai 1918       | 19 h 40 | RAF SE.5a   | Albatros D.V                                             | Mis hors de contrôle       | Sud de Bailleul                                                   | |
| 39  | 29 mai 1918       | 19 h 25 | RAF SE.5a   | Albatros D.V                                             | Abattu                     | Nord-Est d'Armentières                                            | |
| 40  | 29 mai 1918       | 20 h 5  | RAF SE.5a   | Albatros D.V                                             | Mis hors de contrôle       | Nord-Est d'Armentières                                            | |
| n/c | 29 mai 1918       |         | RAF SE.5a   |                                                          | Abattu                     |                                                                   | |
| 41  | 31 mai 1918       | 19 h 40 | RAF SE.5a   | Pfalz D.III                                              | Mis hors de contrôle       | Nord-Est de Wijtschate                                            | |
| 42  | 1er juin 1918     | 16 h 30 | RAF SE.5a   | Pfalz D.III                                              | Abattu                     | Estaires                                                          | |
| 43  | 1er juin 1918     | 16 h 30 | RAF SE.5a   | Pfalz D.III                                              | Abattu                     | Estaires                                                          | |
| 44  | 1er juin 1918     | 16 h 30 | RAF SE.5a   | Pfalz D.III                                              | Mis hors de contrôle       | Estaires                                                          | |
| 45  | 2 juin 1918       | 15 h 40 | RAF SE.5a   | Pfalz D.III                                              | Mis hors de contrôle       | Sud du Kemmelberg                                                 | Peut-être le Leutnant Johann Dunkelberg, de la Jasta 58, tué. |
| 46  | 6 juin 1918       | 15 h 40 | RAF SE.5a   | Fokker D.VII                                             | Abattu                     | Est d'Ypres                                                       | |
| 47  | 6 juin 1918       | 19 h 45 | RAF SE.5a   | Pfalz D.III                                              | Abattu                     | Ouest de Roeselare                                                | |
| 48  | 9 juin 1918       | 8 h 5   |             | Avion de reconnaissance Albatros (type précis incertain) | Mis hors de contrôle       | Sud du Kemmelberg                                                 | Victoire partagée avec Andrew Kiddie et Harris Clements. |
| 49  | 9 juin 1918       | 8 h 10  |             | Avion de reconnaissance Albatros (type précis incertain) | Abattu                     | Sud du Kemmelberg                                                 | Victoire partagée avec Wilfred Young |
| 50  | 16 juin 1918      | 7 h 45  | RAF SE.5a   | Pfalz D.III                                              | Abattu                     | Zillebeke                                                         | |
| 51  | 16 juin 1918      | 7 h 45  | RAF SE.5a   | Pfalz D.III                                              | Mis hors de contrôle       | Zillebeke                                                         | |
| 52  | 17 juin 1918      | 9 h 45  | RAF SE.5a   | Avion de reconnaissance Hannover (type précis incertain) | Abattu                     | Armentières                                                       | |
| 53  | 7 juillet 1918    | 20 h 20 | RAF SE.5a   | Fokker D.VII                                             | Abattu                     | Doulieu                                                           | 1re victoire en tant que commandant du 85e escadron |
| 54  | 7 juillet 1918    | 20 h 20 | RAF SE.5a   | Fokker D.VII                                             | Mis hors de contrôle       | Doulieu                                                           | |
| 55  | 14 juillet 1918   | 8 h 35  | RAF SE.5a   | Fokker D.VII                                             | Abattu                     | Nord de Merville                                                  | |
| 56  | 19 juillet 1918   | 8 h 23  | RAF SE.5a   | Avion de reconnaissance Albatros (type précis incertain) | Abattu                     | Merville                                                          | Unteroffizier Alfred Hartmann et Leutnant Eberhard von Sydow, tous deux tués. |
| 57  | 20 juillet 1918   | 11 h 17 | RAF SE.5a   | Avion de reconnaissance (type précis incertain)          | Abattu                     | Nord-Est de La Bassée                                             | Unteroffizzier Adolf Raths et Leutnant Gross, tous deux tués. |
| 58  | 20 juillet 1918   | 12 h 15 | RAF SE.5a   | Fokker D.VII                                             | Mis hors de contrôle       | Sud de Steenwerck                                                 | |
| 59  | 20 juillet 1918   | 12 h 15 | RAF SE.5a   | Fokker D.VII                                             | Mis hors de contrôle       | Sud de Steenwerck                                                 | |
| 60  | 22 juillet 1918   | 9 h 52  | RAF SE.5a   | Fokker Dr.I                                              | Abattu                     | Armentières                                                       | Il s'agit certainement du Vizefeldwebel Emil Soltau, de Jasta 20, tué lorsque la queue de son appareil fut arrachée à 11 000 pieds d'altitude.                                                           |
| 61  | 26 juillet 1918   | 5 h 30  | RAF SE.5a   | Avion de reconnaissance LVG (type précis incertain)      | Abattu                     | Lestrem                                                           | Victoire partagée avec Donald Inglis. Le Vizefeldwebel Josef Klein et le Leutnant Ludwig Schopf sont tous deux tués.                                                                                     |